# ヴィンディケーション
ヴィンディケーション（欧字名:Vindication、2000年1月28日 - 2008年7月10日）は、アメリカの競走馬、種牡馬。主な勝ち鞍に2002年のブリーダーズカップ・ジュヴェナイル。

## 生涯
アメリカ・ケンタッキー州のペイソン・スタッドで生産された。父のシアトルスルーは1977年にアメリカクラシック三冠を達成。母ストロベリーリーズンは1995年のG3・マーサワシントンステークス勝ち馬で、生涯4勝を挙げている。母父のストロベリーロードはオーストラリア・フランス・ドイツの3か国でG1計6勝を挙げ、1983年にはオーストラリア年間最優秀競走馬に選ばれている。
2001年、ファシグ・ティプトンのセリ市にて、フロリダ州オカラを拠点とするパドゥア厩舎に215万ドルで落札された。2歳時、カリフォルニア州のデルマー競馬場で行われたレースでデビュー、初勝利を挙げた。次戦も勝利すると、9月14日にケンタッキー州のターフウェイ・パークで行われたG3・ケンタッキーカップジュヴェナイルステークスで重賞初勝利を挙げた。その後、シカゴのアーリントンパーク競馬場で開催されるブリーダーズカップ・ジュヴェナイルに出走。レースは通常1 1⁄16マイル（約1700m）で行われるが、この年はアーリントンパーク競馬場のコースの作りの関係で1 1⁄8マイル（約1800m）で開催された。マイク・スミスが騎乗し、カフウェインとホールドザットタイガーに2 3⁄4馬身差をつけて勝利した。
ブックメーカーからは翌春に開催されるケンタッキーダービーの有力候補に見られていたが、年明け2月の調教中に左前肢の繋靭帯を痛めてしまい、レースに復帰することなく引退した。
引退後、ジョン・G・シクラが繁殖権の3分の1の権益を購入し、2004年からケンタッキー州レキシントンのヒルンデールファームで種牡馬生活を送った。2008年7月10日、胃破裂を発症し安楽死の処置がとられた。

## 代表産駒
- ダストアンドダイヤモンズ（ギャラントブルームH（英語版）、シュガースワールS（英語版））[4]
- More Happy（アディロンダックS（英語版））[5]
- Vocalised（テトラークS（英語版）、グリーナムS）[6]
- Wyomia（マザリーンS（英語版））[7]

### 母父としての代表産駒
- ワンダーガドット（英語版）（デモワゼルS（英語版）、マザリーンS）[8]
- Exaggerator（英語版）（サラトガスペシャルS（英語版）、デルタジャックポットS（英語版）、プリークネスS、サンタアニタダービー、ハスケル招待S）[9]
- ドウデュース（朝日杯フューチュリティステークス、東京優駿、天皇賞（秋）、有馬記念、京都記念）[10]
- Elite Power（ヴォスバーグS、BCスプリント2回、リヤドダートスプリント、トゥルーノースS（英語版）、アルフレッド・G・ヴァンダービルトH）

## 血統表
| ヴィンディケーション(Vindication)の血統 | ヴィンディケーション(Vindication)の血統 | ヴィンディケーション(Vindication)の血統 | （血統表の出典）                    | （血統表の出典） |
| 父系                                    | シアトルスルー系                        | シアトルスルー系                        | シアトルスルー系                    |                  |
| 父 Seattle Slew 1974 黒鹿毛             | 父の父Bold Reasoning 1968 黒鹿毛        | Boldnesian                              | Bold Ruler                          | Bold Ruler       |
| 父 Seattle Slew 1974 黒鹿毛             | 父の父Bold Reasoning 1968 黒鹿毛        | Boldnesian                              | Alanesian                           |                  |
| 父 Seattle Slew 1974 黒鹿毛             | 父の父Bold Reasoning 1968 黒鹿毛        | Reason to Earn                          | Hail to Reason                      | Hail to Reason   |
| 父 Seattle Slew 1974 黒鹿毛             | 父の父Bold Reasoning 1968 黒鹿毛        | Reason to Earn                          | Sailing Home                        |                  |
| 父 Seattle Slew 1974 黒鹿毛             | 父の母My Charmer 1969 鹿毛              | Poker                                   | Round Table                         | Round Table      |
| 父 Seattle Slew 1974 黒鹿毛             | 父の母My Charmer 1969 鹿毛              | Poker                                   | Glamour                             |                  |
| 父 Seattle Slew 1974 黒鹿毛             | 父の母My Charmer 1969 鹿毛              | Fair Charmer                            | Jet Action                          | Jet Action       |
| 父 Seattle Slew 1974 黒鹿毛             | 父の母My Charmer 1969 鹿毛              | Fair Charmer                            | Myrtle Charm                        |                  |
| 母 Strawberry Reason 1992 黒鹿毛        | 母の父Strawberry Road 1979 鹿毛         | Whiskey Road                            | Nijinsky                            | Nijinsky         |
| 母 Strawberry Reason 1992 黒鹿毛        | 母の父Strawberry Road 1979 鹿毛         | Whiskey Road                            | Bowl of Flowers                     |                  |
| 母 Strawberry Reason 1992 黒鹿毛        | 母の父Strawberry Road 1979 鹿毛         | Giftisa                                 | Rich Gift                           | Rich Gift        |
| 母 Strawberry Reason 1992 黒鹿毛        | 母の父Strawberry Road 1979 鹿毛         | Giftisa                                 | Wahkeena                            |                  |
| 母 Strawberry Reason 1992 黒鹿毛        | 母の母Pretty Reason 1971 黒鹿毛         | Hail to Reason                          | Turn-to                             | Turn-to          |
| 母 Strawberry Reason 1992 黒鹿毛        | 母の母Pretty Reason 1971 黒鹿毛         | Hail to Reason                          | Nothirdchance                       |                  |
| 母 Strawberry Reason 1992 黒鹿毛        | 母の母Pretty Reason 1971 黒鹿毛         | Mysore                                  | Amarullah                           | Amarullah        |
| 母 Strawberry Reason 1992 黒鹿毛        | 母の母Pretty Reason 1971 黒鹿毛         | Mysore                                  | Teleran                             |                  |
| 母系(F-No.)                             | (FN:1-s)                                | (FN:1-s)                                | (FN:1-s)                            | [ § 2 ]          |
| 5代内の近親交配                         | Hail to Reason 4×3、Nasrullah 5.5×5     | Hail to Reason 4×3、Nasrullah 5.5×5     | Hail to Reason 4×3、Nasrullah 5.5×5 | [ § 3 ]          |
| 出典                                    | 1. 2. 3.                                | 1. 2. 3.                                | 1. 2. 3.                            | 1. 2. 3.         |